# Папалоапан
Папалоапан (на испански - Río Papaloapan) е една от главните реки в щат Веракрус, Мексико.
Извира от планината Източна Сиера Мадре на границата на щатите Веракрус и Оахака.
Дължината ѝ е 122 км. в югоизточна посока, влива се в лагуната до град Алварадо.
На брега ѝ е разположен град Тлакоталпан.